# 北品川駅
北品川駅（きたしながわえき）は、東京都品川区北品川一丁目にある、京浜急行電鉄（京急）本線の駅である。駅番号はKK02。

## 歴史
開業時は京浜電気鉄道線の終端駅で、八ツ山橋駅と通称されていた。1925年（大正14年）に併用軌道によって路線が高輪駅へ延伸されるまでは東京都心側のターミナル駅であった。一時は当駅まで東京市電が乗り入れ、専用ホームが造られるなど結節点となった。川崎方面からの乗客の多くが当駅で市電に乗り換えてしまい、高輪駅まで乗り通す客が期待したよりも少なかったため、京浜電鉄の営業上あまり有利ではなかった。なお、京浜線の品川乗り入れと引き替えで東京市電の乗り入れは終了した。

### 年表
- 1904年（明治37年）5月8日 - 品川駅として開業。当時の場所は八ツ山橋南詰。
- 1924年（大正13年）4月 - 国道（現在の15号）改修のため、下り方（200ｍ神奈川寄り）へ移転。開業時の駅舎などは取り壊されて、軌道敷と共に国道用地になる。
- 1925年（大正14年）3月11日 - 当駅から高輪駅（現ウィング高輪WEST付近）まで併用軌道線が開業し、北品川駅に改称。当駅までの東京市電乗り入れ開始[2]。
- 1933年（昭和8年）4月1日 - 当駅から高輪駅への路線を廃止し、八ツ山橋南詰から専用鉄橋と高架で品川駅へ乗り入れ[4]。東京市電の乗り入れ終了[4]。
- 1956年（昭和31年）7月1日 - 当駅から八ツ山橋間専用軌道化（開業以来の併用軌道区間を解消）。
- 1982年（昭和57年）3月 - 構内踏切を廃止し、跨線橋設置。ホーム有効長を4両編成対応から6両編成対応へ延長[1]。
- 2007年（平成19年） - エレベーター専用の跨線橋を増設。
- 2020年（令和2年）4月1日 - 当駅を含む品川駅-新馬場駅間の連続立体交差事業に着手[5]。事業完了後の当駅は高架駅となる予定[6]。

### 駅名の由来
品川駅よりも南に位置するが、旧東海道の品川宿北端に立地しているため、北品川駅と名付けられた。開設当時の所在地は荏原郡品川町大字北品川宿であった。
なお、品川駅の所在地は品川区ではなく港区高輪三丁目である。

## 駅構造
6両編成対応の相対式ホーム2面2線を有する地上駅である。ホームはほぼ南北方向に延びる。上り線ホームの西側には保線機械を留置するための側線が設置され、上り方で本線と接続されている。
改札口は上りホーム南側に面して1か所設置され、上下ホームは2本の跨線橋で結ばれている。従来からある跨線橋に加え、エレベーター専用の跨線橋が2007年に新設された。
駅簡易自動放送は、1番線が関根正明、2番線が大原さやかが担当している。

### のりば

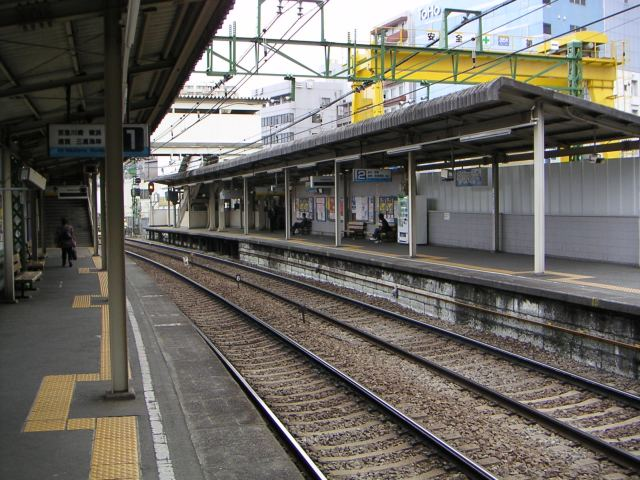
ホーム （2005年4月）

| 番線 | 路線 | 方向 | 行先                              |
| ---- | ---- | ---- | --------------------------------- |
| 1    | 本線 | 下り | 羽田空港方面 / 横浜・三浦海岸方面 |
| 2    | 本線 | 上り | 品川・新橋方面                    |

（出典：京急電鉄:駅構内図）
- ホーム （2005年4月）

## 利用状況
2024年（令和6年）度の1日平均乗降人員は8,977人であり、京急線全72駅中59位。品川駅から徒歩圏内（約10分）にあるためか、利用者は少ない。都内の京急の駅では最少となっている。
近年の1日平均乗降人員と乗車人員の推移は下記の通り。
| 年度               | 1日平均 乗降人員 | 1日平均 乗車人員 | 出典     |
| ------------------ | ---------------- | ---------------- | -------- |
| 1990年（平成02年） |                  | 4,663            | [ * 1 ]  |
| 1991年（平成03年） |                  | 4,825            | [ * 2 ]  |
| 1992年（平成04年） |                  | 4,636            | [ * 3 ]  |
| 1993年（平成05年） |                  | 4,452            | [ * 4 ]  |
| 1994年（平成06年） |                  | 4,373            | [ * 5 ]  |
| 1995年（平成07年） |                  | 4,470            | [ * 6 ]  |
| 1996年（平成08年） |                  | 4,299            | [ * 7 ]  |
| 1997年（平成09年） |                  | 4,159            | [ * 8 ]  |
| 1998年（平成10年） |                  | 4,033            | [ * 9 ]  |
| 1999年（平成11年） |                  | 3,787            | [ * 10 ] |
| 2000年（平成12年） |                  | 3,510            | [ * 11 ] |
| 2001年（平成13年） |                  | 3,551            | [ * 12 ] |
| 2002年（平成14年） | 7,553            | 3,584            | [ * 13 ] |
| 2003年（平成15年） | 7,727            | 3,648            | [ * 14 ] |
| 2004年（平成16年） | 7,560            | 3,562            | [ * 15 ] |
| 2005年（平成17年） | 7,364            | 3,474            | [ * 16 ] |
| 2006年（平成18年） | 7,257            | 3,419            | [ * 17 ] |
| 2007年（平成19年） | 7,297            | 3,505            | [ * 18 ] |
| 2008年（平成20年） | 7,181            | 3,540            | [ * 19 ] |
| 2009年（平成21年） | 7,437            | 3,666            | [ * 20 ] |
| 2010年（平成22年） | 7,602            | 3,751            | [ * 21 ] |
| 2011年（平成23年） | 7,682            | 3,784            | [ * 22 ] |
| 2012年（平成24年） | 7,954            | 3,926            | [ * 23 ] |
| 2013年（平成25年） | 8,521            | 4,203            | [ * 24 ] |
| 2014年（平成26年） | 8,992            | 4,433            | [ * 25 ] |
| 2015年（平成27年） | 9,264            | 4,582            | [ * 26 ] |
| 2016年（平成28年） | 9,457            | 4,690            | [ * 27 ] |
| 2017年（平成29年） | 9,612            | 4,775            | [ * 28 ] |
| 2018年（平成30年） | 9,697            | 4,819            | [ * 29 ] |
| 2019年（令和元年） | 9,538            | 4,738            | [ * 30 ] |
| 2020年（令和02年） | 7,093            | 3,559            |          |
| 2021年（令和03年） | 7,700            | 3,849            |          |
| 2022年（令和04年） | 7,996            | 4,007            |          |
| 2023年（令和05年） | 8,531            |                  |          |
| 2024年（令和06年） | 8,977            |                  |          |

## 駅周辺
駅東側には商店街がある。国道15号（第一京浜）が京急本線と並行する形で駅の西側を通過している。

### 教育機関
- 品川女子学院中等部・高等部
- 東京海洋大学 品川キャンパス

### 郵便局・金融機関
- 北品川郵便局

### 医療
- 公益財団法人河野臨床医学研究所
  - 第三北品川病院（救急指定病院）
  - 品川リハビリテーション病院（リハビリテーション病院）
  - 北品川クリニック（健康診断・人間ドック）

### ランドマーク
- ソニー御殿山テクノロジーセンター
- 御殿山トラストシティ（旧・御殿山ガーデン）
  - グローリア・チャペル・キリスト品川教会

### 交通
- 都営バス品川営業所

### バス路線
駅前すぐ、国道15号上に北品川バス停があり、東急バスおよび東京都交通局（都営バス）による路線バスが発着する。
- 東急バス
  - <井50> 高輪ゲートウェイ駅行 / 武蔵小山駅行
  - <品94> 蒲田駅行・池上駅前行 / 品川駅行
  - <渋43> 高輪ゲートウェイ駅行・品川駅行 / 渋谷駅行・清水行
- 都営バス
  - <品93> 大井競馬場前行・品川車庫前行 / 目黒駅前行（平日朝夕のみ）
  - <品97> 新宿駅西口行（平日朝1本のみ）

都営バスはこの他、駅東側の品川車庫前バス停（品93系統・品97系統・浜95系統）も近い。

## その他
品川駅の一駅隣で乗降客が少ないことからか特殊詐欺における現金の受け渡しにしばしば使われることがあると見られ、実際に改札の駅員の声掛けで特殊詐欺を未然に防いだ実績が複数ある。このことから、2021年6月に同駅では多額の現金を持って北品川駅で待ち合わせの利用客に対して、伝言があるので駅係員に声を掛けるようにと呼びかける趣旨のポスターを設置、以来警察からの防犯カメラの確認依頼は皆無となったという。

## 隣の駅
京浜急行電鉄
 本線
■エアポート快特・■快特・■特急・■急行
通過
■普通
品川駅 (KK01) - 北品川駅 (KK02) - 新馬場駅 (KK03)